# 8719 Vesmír
A 8719 Vesmir (ideiglenes jelöléssel 1995 VR) a Naprendszer kisbolygóövében található aszteroida. A Klet program keretében fedezték fel 1995. november 11-én.